# 41-es busz (Hódmezővásárhely)
A Hódmezővásárhelyi 41-es jelzésű autóbusz a Kincses temető - Kincses temető (körjárat!!!) megállóhelyek között közlekedik. A viszonylatot a Joványbusz üzemelteti.

## Közlekedése
Munkanapokon (hétfő-péntek) 7 órától este 6 óráig közlekedik. Hétvégén reggel 7 órától dél 11-ig közlekedik.

## Útvonala
| Körjárata |
| --- |
| - Kincses temető - Hideg utca - Szerencse utca - Holló utca - Lázár utca (pékség) - László utca - Árok utca - Zrínyi utcai ABC - Veres utca - Hóvirág utca - Nyugdíjas Lakópark - Kórház (Kodály Z. utca) - Hősök tere - Rudnay Gyula utca - Ipoly utca - Nagy András János utca - Erdő utca - Kása-erdő - Új-Kishomok, Villa utca - Új-Kishomok, Hosszú utca - Kökénydombi Csárda - Kishomok, Öreg-Kishomok - Népkert vasútállomás - Bartók sétány (Strand) - Hősök tere - Liszt Ferenc utca - Hódtó utca - METRIPOND vasútállomás bej. - Kálvin János tér (autóbusz-állomás/Zsinagóga) - Piactér - Katolikus temető - Rárósi utca - Szent László utca - Szántó Kovács János utca - Török utca - Akácfa utca - Kincses temető |